# ديكستر فاهي
ديكستر فاهي (بالإنجليزية: Dexter Fahey)‏ هو لاعب اتحاد الرغبي جنوب أفريقي، ولد في 14 أكتوبر 1989 في ديربان في جنوب أفريقيا.